# Mecodina inconspicua
Mecodina inconspicua är en fjärilsart som beskrevs av Alfred Ernest Wileman 1916. Mecodina inconspicua ingår i släktet Mecodina och familjen nattflyn. Inga underarter finns listade i Catalogue of Life.